# Elektrostatický iontový motor

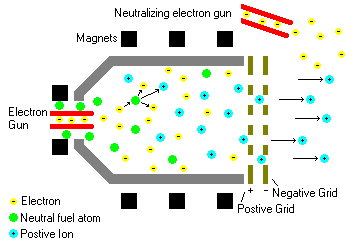
Schematické znázornění motoru

Elektrostatický iontový motor je základním a nejjednodušším typem iontového motoru pro pohon kosmických sond. Pracuje na principu urychlení iontů v elektrickém poli. V motoru probíhá ionizace plynného paliva (obvykle xenonu) urychlenými elektrony, které jsou produkovány dutou katodou a urychlovány vysokým elektrickým potenciálem, vloženým na mřížku v oblasti výstupních trysek. Vytváří tak vlastní tah o síle řádově setin až jednotek newtonu.

## Historie

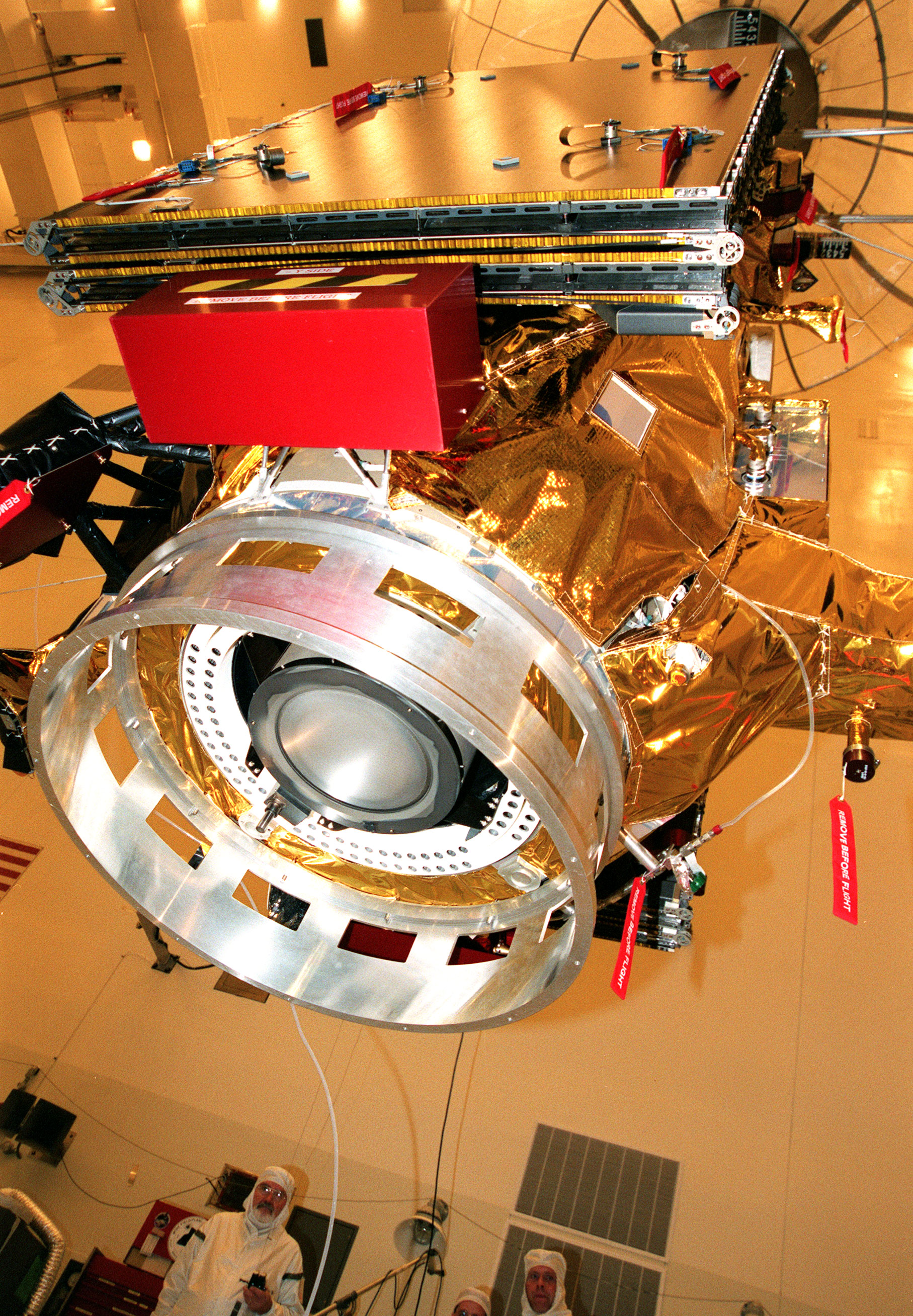
Sonda Deep Space 1 s iontovým motorem

Varianta s názmem duoplasmatron, byla vyvinuta Haroldem R. Kaufmanem z NASA na počátku 60. let 20. století, ale praktické využití nalezla teprve koncem 90. let. V uvedené době vyvinula NASA motor NSTAR, který byl úspěšně použit v kosmické sondě Deep Space 1 a v současné době je stále v provozu na sondě Dawn při její misi do pásma asteroidů.
Společnost Hughes Aircraft Company (nyní L-3 ETI) vyvinula motor XIPS (Xenon Ion Propulsion System) pro udržování stabilní pozice geostacionárních družic, kterých v současné době pracuje více než 100 kusů na oběžné dráze kolem Země.
NASA v současné době pracuje na vývoji motoru o síle 20-50 kW pro elektrostatickou iontovou raketu s názvem HiPEP. Tato jednotka by měla mít vyšší účinnost, specifický impuls a delší životnost než NSTAR. Společnost Aerojet nedávno dokončila testování prototypu označovaného jako NEXT, umístěného na přední části družice.
Na univerzitě v Giessenu a v laboratořích EADS byly v 70. letech vyvinuty motory, pracující s elektromagnetickým zářením v oblasti rádiové frekvence s označením RIT, které byly určeny pro projekt ARTEMIS. Britská společnost Qinetiq vyvinula modely s typovým označením T5 a T6 motory (Kaufmanova typu), použité pro projekt mise GOCE (T5) a plánované pro misi BepiColombo (T6).

## Princip provozu

Princip iontového motoru

Do komory motoru jsou vstřikovány atomy hnacího plynu (xenonu), kde jsou ionizovány ostřelováním vysoce energetickými elektrony a vytvářejí tak plazma. Existuje několik způsobů výroby energetických elektronů:
- elektrony jsou emitovány dutou katodou a jsou urychlovány elektrickým polem při letu k anodě (Kaufmanův typ),

- elektrony lze urychlit oscilujícím elektrickým polem, indukovaným střídavým magnetickým polem cívky,

- mikrovlnným ohřevem.

Kladně nabité ionty xenonu se pohybují směrem k záporně nabitým extrakčním mřížkám (2 – 3 mřížky umístěné za sebou). Urychlení iontů je dále zvyšováno rozdílným elektrickým potenciálem první a druhé mřížky a konečně jsou urychlené ionty fokusovány směrem k výstupní trysce.
Po průletu mřížkou však záporné napětí působí dále na urychlené kationty a zbrzďuje je. Tento jev je potlačován vstřikováním elektronů těsně za prostor mřížky do tzv. neutralizátoru, kde dochází ke spojení s urychlenými kationty za vzniku elektricky neutrálních atomů, které opouštějí výstupní trysku motoru.

## Účinnost a výkon
Životnost iontové optiky je neustále snižována bombardováním malým množstvím sekundárních iontů, což snižuje jak účinnost motoru tak jeho životnost. Pro praktické použití je nezbytné, aby iontové motory byly schopny pracovat účinně a bez problémů nepřetržitě několik let.
Pro zvýšení doby použitelnosti motorů je používáno několika různých způsobů. Patrně nejpodstatnějším byl výběr vhodného paliva. Na počátku zkoušek byly jako pohonné médium používány především atomy rtuti a cesia, které byly silně korozivní vůči materiálu motoru. Právě přechod na atomy vzácného plynu xenonu mimořádně zvýšil životnost motorů – například motory NSTAR pracují již více než 16 000 hodin (1,8 roku) a stále nejeví známky snížení výkonu. Elektrostatické iontové trysky také dosahují specifického impulsu 30 – 100 kN.s/kg, tedy nejlepších z prakticky využívaných iontových pohonů při urychlení iontů k rychlosti až 100 km/s.
V lednu 2006 Evropská kosmická agentura spolu s Australskou národní universitou oznámily úspěšné otestování zlepšeného elektrostatického iontového motoru (Dual Stage Four Grid (DS4G)) s výstupní rychlostí 210 km/s, která je čtyřikrát vyšší, než dříve dosažené hodnoty. Zlepšení bylo dosaženo především použitím 4 urychlovacích mřížek ve dvou dvojicích, pracujících za přesně určených podmínek a nastavením detailně vypočtených elektrických potenciálů.